# Valtatie 14
Pour les articles homonymes, voir Valtatie et Route nationale 14.
La route nationale 14  (en finnois : Valtatie 14, en suédois : Riksväg 14) est une route nationale de Finlande menant de Juva à Parikkala.
Elle mesure 118 kilomètres de long.

## Trajet
La route nationale 14 traverse les municipalités suivantes :
Juva, Rantasalmi, Savonlinna, Kerimäki, Punkaharju, Parikkala.